# Квинт Фабий Лабеон (претор)
Квинт Фа́бий Лабео́н (лат. Quintus Fabius Labeo; II—I века до н. э.) — римский политический деятель из патрицианского рода Фабиев, претор (дата неизвестна).
Квинт Фабий упоминается только в двух сохранившихся источниках: это денарий, отчеканенный между 124 и 114 годами до н. э., и милевой камень из Илерды в Испании. Благодаря первому источнику известно, что Квинт занимал должность монетария; благодаря второму — что он был наместником провинции Ближняя Испания с полномочиями проконсула, а значит, до этого занимал должность претора. Отец и дед Квинта, согласно надписи на милевом камне, носили тот же преномен. Квинт-дед — это, по-видимому, консул 183 года до н. э.